# Нідерланди на зимових Олімпійських іграх 2006
Нідерланди брала участь в Зимових Олімпійських іграх 2006 року у Турині (Італія) у вісімнадцятий раз за свою історію, і завоювала дві срібні, три золоті, і чотири бронзові медалі.
| Нідерланди на олімпіаді 2006 року в Турині | Нідерланди на олімпіаді 2006 року в Турині                           | Нідерланди на олімпіаді 2006 року в Турині | Нідерланди на олімпіаді 2006 року в Турині | Нідерланди на олімпіаді 2006 року в Турині |
| Медалі                                     | Спортсмени                                                           | Вид спорту                                 | Дисципліна                                 | Результат                                  |
| ------------------------------------------ | -------------------------------------------------------------------- | ------------------------------------------ | ------------------------------------------ | ------------------------------------------ |
| Золото                                     | Боб де Йонг                                                          | Ковзанярський спорт                        | 10 000 метрів, чоловіки                    | 13.01,57                                   |
| Золото                                     | Маріанне Тіммер                                                      | Ковзанярський спорт                        | 1 000 метрів, жінки                        | 1.16,05                                    |
| Золото                                     | Ірен Вуст                                                            | Ковзанярський спорт                        | 3 000 метрів, жінки                        | 4.02,43                                    |
| Срібло                                     | Свен Крамер                                                          | Ковзанярський спорт                        | 5 000 метрів, чоловіки                     | 6.16,40                                    |
| Срібло                                     | Ренате Груневолд                                                     | Ковзанярський спорт                        | 3 000 метрів, жінки                        | 4.03,48                                    |
| Бронза                                     | Карл Верхейен                                                        | Ковзанярський спорт                        | 10 000 метрів, чоловіки                    | 13.08,80                                   |
| Бронза                                     | Ербен Веннемарс                                                      | Ковзанярський спорт                        | 1 000 метрів, чоловіки                     | 1.09,32                                    |
| Бронза                                     | Ірен Вуст                                                            | Ковзанярський спорт                        | 1 500 метрів, жінки                        | 1.56,90                                    |
| Бронза                                     | Ринтьє Ритсма Карл Верхейен Ербен Веннемарс Марк Тюйтерт Свен Крамер | Ковзанярський спорт                        | чоловіки                                   | 3.44,53                                    |